# Karl Treutwein
Karl Treutwein (* 23. April 1921 in Schweinfurt; † 26. Mai 1985 ebenda) war ein deutscher Heimatforscher und Autor.

## Leben
Karl Treutwein wurde am 23. April 1921 in Schweinfurt geboren. Seine Mutter stammte aus der Reuerergasse in Würzburg. Der Vater Max Treutwein war als Zollbeamter im Jahr 1905 aus dem Augsburger Umland nach Schweinfurt versetzt worden. Er veröffentlichte später unter dem Pseudonym „Max Gropp“ schwäbische Mundartgedichte. Der junge Karl machte 1939 Abitur am Schweinfurter Humanistischen Gymnasium, dem heutigen Celtis-Gymnasium. Er studierte drei Kriegstrimester an der Universität in Erlangen. Ab 1940 war er Soldat und wurde 1944 schwer verwundet.
Im November 1945 trat Treutwein in den unterfränkischen Volksschuldienst ein. Er arbeitete zuerst in Laub im Steigerwaldvorland, dann in Gochsheim und wurde schließlich nach Schweinfurt versetzt, wo er als Konrektor in den Ruhestand ging. Ab 1960 erschienen nebenberuflich immer wieder heimatkundliche Veröffentlichungen. Von 1964 bis 1985 war Treutwein zweiter Vorsitzender des Historischen Vereins Schweinfurt e. V. Für den Landkreis Schweinfurt war er als Heimatpfleger bis 1972 tätig. Er starb 1985.

## Werk
Neben zahlreichen Artikeln, z. B. für die Zeitschrift Frankenland, die vom Frankenbund herausgegeben wird, schrieb Treutwein mehrere Bücher, die sich schwerpunktmäßig mit der Landschaft, Geschichte und Kultur der unterfränkischen Region befassen. Die Bilder für diese Bücher fotografierte er größtenteils selbst.

### Bücher
- Von Abtswind bis Zeilitzheim. Ein Taschenbuch der Denkmäler und Überlieferungen im Landkreis Gerolzhofen (= Der Kulturbeirat des Landkreises Gerolzhofen. 4, ZDB-ID 1429246-4). Kulturbeirat Gerolzhofen, Gerolzhofen 1959.
  - 2. Auflage. Kulturbeirat Gerolzhofen, Gerolzhofen 1970.
  - auch als: Von Abtswind bis Zeilitzheim. Geschichtliches, Sehenswertes, Überlieferungen. Hart, Volkach 1987.
- mit Josef Dünninger: Bildstöcke in Franken. Jan Thorbecke Verlag, Konstanz 1960.
- Der Main. Eine Reisebeschreibung. 4 Hefte. Martin-Dörr-Verlag, Würzburg 1968.
  - (Heft I): Von Bamberg bis Schweinfurt.
  - Heft II: Von Schweinfurt bis Würzburg.
  - Heft III: Von Würzburg bis Wertheim.
  - Heft IV: Von Wertheim bis Aschaffenburg.
- Karl Treutwein: Unbekanntes Mainfranken. H. O. Schulze (Kommissionsverlag), Lichtenfels 1964.
- Sagen aus Mainfranken. Mit Illustrationen von Christoph Treutwein. Stürtz, Würzburg 1969.
- 175 Jahre Pfarrei Heilig Geist in Schweinfurt. 1806–1981. Pfarrei Heilig Geist, Schweinfurt 1981.
- Werneck mit seinen 13 Ortsteilen. Gemeinde Werneck, Werneck 1982.
- Unterfranken.
  - Glock und Lutz, Nürnberg 1961.
  - Glock und Lutz, Nürnberg 1967.
  - völlig überarbeitete Auflage. Glock und Lutz, Nürnberg 1978.
  - unveränderte Auflage. Glock und Lutz, Nürnberg 1987, ISBN 3-8235-1015-0.